# Геминден (Вестервалд)
Геминден (њем. Gemünden) општина је у њемачкој савезној држави Рајна-Палатинат. Једно је од 192 општинска средишта округа Вестервалд. Према процјени из 2010. у општини је живјело 1.061 становника. Посједује регионалну шифру (AGS) 7143224.

## Географски и демографски подаци
Геминден се налази у савезној држави Рајна-Палатинат у округу Вестервалд. Општина се налази на надморској висини од 315 метара. Површина општине износи 5,2 km². У самом мјесту је, према процјени из 2010. године, живјело 1.061 становника. Просјечна густина становништва износи 204 становника/km².